# Marek Roman

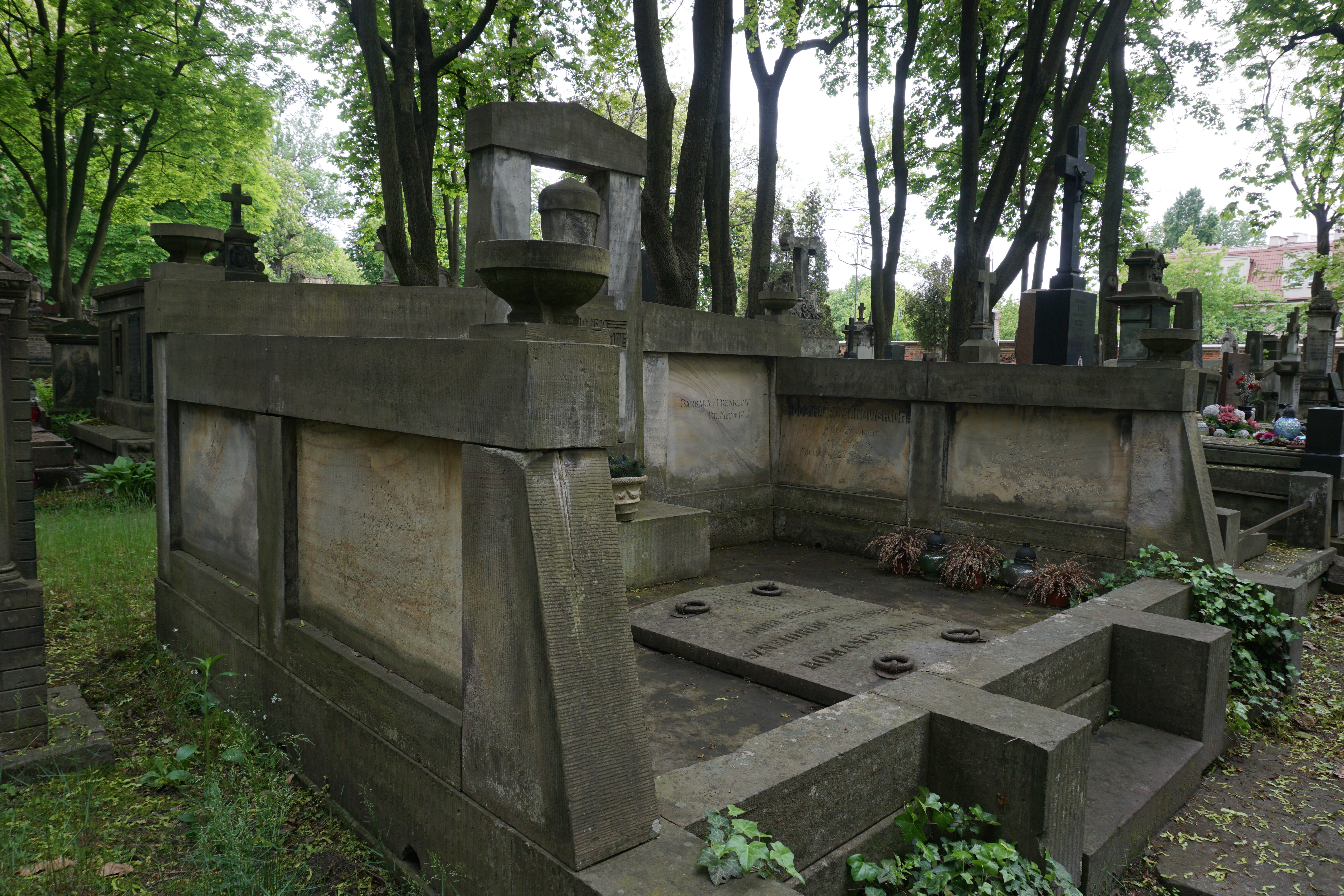
Grób prof. Marka Romana – rektora Politechniki Warszawskiej na cmentarzu Powązkowskim w Warszawie

Marek Franciszek Roman (ur. 4 października 1931 w Warszawie, zm. 20 września 2003 w Warszawie) – polski inżynier, profesor nauk technicznych, specjalista w dziedzinie zaopatrzenia w wodę, odprowadzania ścieków i ochrony środowiska, prezes Polskiego Zrzeszenia Inżynierów i Techników Sanitarnych, dziekan Wydziału Inżynierii Sanitarnej i Wodnej Politechniki Warszawskiej, później prorektor, w latach 1988–1990 rektor tej uczelni.

## Życiorys
W 1950 ukończył Liceum im. Tadeusza Reytana, po czym podjął studia na Wydziale Inżynierii Sanitarnej Politechniki Warszawskiej. W 1954 uzyskał dyplom inżyniera, a w 1956 magistra technologii sanitarnej. Już w 1953 r. rozpoczął działalność naukową, podejmując obowiązki asystenta w Katedrze Chemii i Technologii Materiałów Budowlanych Politechniki Warszawskiej.
W 1964 uzyskał stopień doktora nauk technicznych (specjalność wodociągi i kanalizacja) na podstawie pracy zrealizowanej pod kierunkiem profesora Ignacego Piotrowskiego. W 1978 roku otrzymał tytuł naukowy profesora nadzwyczajnego nauk technicznych.
Jego dorobek naukowy obejmuje 120 publikacji, w tym 11 książek. Był promotorem 23 przewodów doktorskich. Pełnił obowiązki wiceprzewodniczącego Państwowej Rady Ochrony Środowiska, był członkiem Krajowej Rady Gospodarki Wodnej. Od wczesnych lat swojej działalności naukowej był członkiem Polskiego Zrzeszenia Inżynierów i Techników Sanitarnych, którego był też Prezesem. Był członkiem Komitetu Gospodarki Wodnej Polskiej Akademii Nauk. W 1983 został członkiem Towarzystwa Naukowego Warszawskiego. 28 listopada 1988 wszedł w skład Honorowego Komitetu Obchodów 40-lecia Kongresu Zjednoczeniowego PPR – PPS – powstania PZPR.
Zmarł po ciężkiej chorobie 20 września 2003. Pochowany został na cmentarzu Powązkowskim w Warszawie 26 września 2003 (kw. 17-5-22/24).

## Stanowiska
- 1953 asystent w Katedrze Chemii i Technologii Materiałów Budowlanych na Politechnice Warszawskiej;
- 1954–57 asystent w Katedrze Chemii Sanitarnej;
- 1957 pracownik Katedry Wodociągów i Kanalizacji na Politechnice Warszawskiej;
- 1954–1967 pracownik w Biurze Projektów Budownictwa Komunalnego „Stolica”;
- 1973 referent Podsekcji Gospodarki Wodnej i Ochrony Środowiska w Sekcji Nauk o Ziemi i Górnictwa II Kongresu Nauki Polskiej z ramienia Komitetu Gospodarki Wodnej PAN;
- Dyrektor Instytutu Zaopatrzenia w Wodę i Budownictwa Wodnego (przez dwie kadencje: 1975–1981, 1990–1993)
- 1981 kierownik Sekcji Ochrony Wód (jako członek Komitetu Gospodarki Wodnej PAN;
- Wiceprzewodniczący Państwowej Rady Ochrony Środowiska;
- 1981–1987 dziekan Wydziału Inżynierii Sanitarnej i Wodnej na Politechnice Warszawskiej[6]
- 1987–1988 prorektor ds. nauki na Politechnice Warszawskiej;
- 1988–1990 rektor Politechniki Warszawskiej[7];

## Członkostwa
- wieloletni prezes i członek honorowy Polskiego Zrzeszenia Inżynierów i Techników Sanitarnych;
- od 1983 członek Towarzystwa Naukowego Warszawskiego;
- od 1988 prezes Polskiego Zrzeszenia Inżynierów i Techników Sanitarnych (PZITS);
- redaktor naczelny miesięcznika „Gaz, Woda i Technika Sanitarna”
- członek Niemieckiego Stowarzyszenia Techniki Sanitarnej (ATV);
- członek Niemieckiego Stowarzyszenia Gazowniczego i Wodociągowego (DVGW);
- członek honorowy Bułgarskiego Stowarzyszenia Jakości Wody;
- członek Rady Głównej oraz wiceprezesem Naczelnej Organizacji Technicznej;
- wieloletni członek Rad Naukowych: Instytutu Meteorologii i Gospodarki Wodnej oraz Instytutu Ochrony Środowiska;
- członek Międzynarodowego Stowarzyszenia Zaopatrzenia w Wodę – IWSA;
- przewodniczący Polskiego Komitetu IWSA[7];

## Odznaczenia
Został odznaczony Medalem im. prof. Zygmunta Rudolfa.

## Wybrane publikacje
- Konstrukcje budowlane w oczyszczalniach ścieków, Arkady, Warszawa 1966, wyd. II 1973 – współautor;
- Konstrukcje budowlane pompowni ścieków, Arkady, Warszawa 1968, wyd. II 1973 – współautor;
- Konstrukcje budowlane stacji oczyszczania wody, Arkady, Warszawa 1979 – współautor;
- 1974, pierwszy podręcznik akademicki Kanalizacja. Oczyszczanie ścieków, Arkady, Warszawa 1974, wyd. II 1986; – współautor[7];